# Похищение Арега Щепихина
Похищение Арега Щепихина произошло 3 июня 2025 года около 9 часов вечера на Ярославском вокзале в Москве. К Щепихину подошёл мужчина, который стал требовать извинения за видео с оскорблением чеченцев. Щепихин отказался и был насильно схвачен. Похищенного пронесли через весь вокзал, а затем поместили в багажник автомобиля со спецсигналами. По одной из версий, машина принадлежит близким к администрации главы Чечни.

## Предыстория
Арег Щепихин (при рождении Оганесян; родился 11 июля 1985 года в Ереване) — блогер, в социальных сетях называет себя бизнес-коучем, специалистом по бизнесу с Китаем, а также обладателем 18 профессий.
В 2019 году Щепихин принимал участие в государственном конкурсе «Россия — страна возможностей». Развивал свой клуб под названием «Первые», где рассказывал про трансерфинг и публиковал фотографии со знаменитостями.

## События
Происшествие было заснято очевидцами и публиковалось в Telegram-каналах. Щепихин вышел на связь 4 июня и рассказал, что был вывезен за город, где его «сильно не били, больше допрашивали». В частности, по его утверждениям, у него пытались узнать наличие связей с Украиной или оппозицией.
Через некоторое время машину, на которой проводилось похищение остановил ДПС. По заявлению участников инцидента в Москве они проводили оперативные мероприятия. ГСУ СКР по Москве заявило, что «принято решение о возбуждении уголовного дела по факту противоправных действий группы лиц в отношении мужчины вблизи Ярославского вокзала». Евгений Попов, депутат государственной думы сообщил о намерении подать запрос в следственный комитет и МВД по поводу данных событий.

## Реакция
Ахмед Дудаев, министр Чечни заявил, что на самом деле имело место не похищение, а задержание, которое связанно с уголовным делом по факту оскорбления чувств верующих. По версии следствия, подозреваемый призывал к этническим чисткам, оскорблял религию и хотел совершить насильственные действия в отношении детей.
В июле 2025 года Щепихина внесли в список террористов и экстремистов. 